# Amolops ricketti
Espèce
Synonymes
- Rana ricketti Boulenger, 1899
- Rhacophorus tongkinensis Ahl, 1927
- Staurois ricketti minor Liu, 1950

Statut de conservation UICN

 LC  : Préoccupation mineure
Amolops ricketti est une espèce d'amphibiens de la famille des Ranidae.

## Répartition
Cette espèce se rencontre entre 400 et 1 300 m d'altitude :
- dans le Nord et le centre du Viêt Nam ;
- dans le Sud et l'Ouest de la République populaire de Chine dans les provinces du Fujian, du Guangdong, du Guangxi, du Guizhou, du Hubei, du Hunan, du Jiangxi, du Sichuan, du Yunnan, d'Anhui et du Zhejiang.

## Étymologie
Cette espèce est nommée en l'honneur de Charles Boughey Rickett (1851–1943).

## Publication originale
- Boulenger, 1899 : On a collection of reptiles and batrachians made by Mr. J. D. Latouche in N. W. Fokien, China. Proceedings of the Zoological Society of London, vol. 1899, p. 159-172 (texte intégral).